# 鹿賀滿
鹿賀滿（6月21日—），是日本女性漫畫家、漫畫原作者。奈良縣橿原市出身。成安造形大学插畫組畢業。
代表作為『週刊少年Sunday』上連載的「賭國神童」。

## 經歷
- 2000年、Sunday manga college 佳作受賞。
- 2001年、（少年Sunday超）為出道作。
- 2007年、（週刊少年Sunday）上連載開始（當初原本短期集中連載的預定，因日本讀者人氣高，而正式連載化）。

## 作品列表

### 單行本
- 賭國神童（ギャンブルッ!）（週刊少年Sunday 2007年4・5合併號 - 2009年16號、全11卷）
- （近代麻雀オリジナル2010年6月號 - 共2卷）

原作・構成
- 京‧壽司！（おすもじっ!◆司の一貫◆）（週刊少年Sunday 2011年17號 - 2013年16號、クラブサンデー2013年4月5日 - 7月5日、全10卷）作画：加藤廣史
- （竹書房）

### 短篇

#### 鹿賀満 名義
- （週刊少年Sunday超 2001年9月25日號）
- （週刊少年Sunday超 2002年5月25日號）
- （週刊少年Sunday超 2003年2月25日號）
- （週刊少年Sunday超 2003年4月25日號）
- （週刊少年Sunday超 2004年11月25日號）

## 外部連結
- まんが家バックステージ 鹿賀ミツル（日語）
- 鹿賀ミツルtwitter（页面存档备份，存于）